# Präsident (Osttimor)

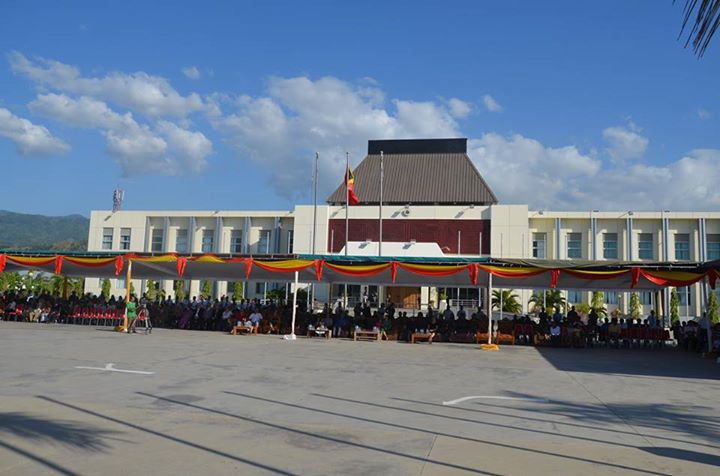
Präsidentenpalast Osttimors

Der Präsident der Republik (portugiesisch Presidente da República) ist das Staatsoberhaupt Osttimors (Timor-Leste).

## Allgemein

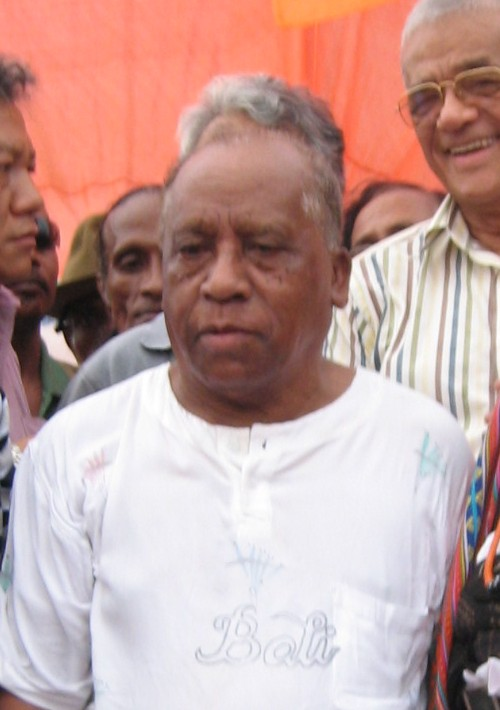
Francisco Xavier do Amaral auf einer Wahlveranstaltung 2007

Er wird alle fünf Jahre gewählt und kann nur einmal wiedergewählt werden. Gewählt werden können alle Osttimoresen, die mindestens 35 Jahre alt und im Vollbesitz ihrer Kräfte sind. Der Wahlsieger wird durch den Parlamentspräsident vereidigt.
Der Präsident hat in dem semi-präsidialen System eher symbolische Befugnisse, besitzt aber ein reversibles Vetorecht bei der Gesetzgebung (Das Veto kann durch eine Parlamentsmehrheit aufgehoben werden), ein vollständiges Vetorecht gegen Gesetzesdekrete der Exekutive, die Befugnis, Gesetze zur verfassungsrechtlichen Überprüfung vorzulegen und die Befugnis, Begnadigungen auszusprechen. Außerdem kann er das Nationalparlament auflösen. Der Präsident ernennt den  Premierminister, die Minister und eine Reihe von wichtigen Positionen im Staatswesen auf Vorschlag der Regierung. Das gibt ihm die Möglichkeit etwa die Besetzung von Ministerposten zu blockieren, wie es zum Beispiel bei der VIII. Regierung von 2018 bis 2020 geschah.
Der Präsident vergibt den Auftrag zur Regierungsbildung und kann beim Scheitern der Regierung entweder den Auftrag neu vergeben oder das Parlament auflösen. Beratend steht ihm der Zivilstab (Casa Civil), der Militärstab (Casa Militar) und der Staatsrat zur Seite. Für Schutz und Sicherheit sorgt die Guarda e Segurança Presidencial.

## Francisco Xavier do Amaral 1975–1977
Francisco Xavier do Amaral wurde nach Ausrufung der Unabhängigkeit von Portugal am 28. November 1975 zum ersten Präsidenten Osttimors. Er musste nach der indonesischen Invasion am 7. Dezember in die Berge fliehen. 1977 wurde do Amaral wegen Meinungsverschiedenheiten über das Vorgehen gegen die indonesische Besatzung von der FRETILIN abgesetzt. Parallel zu do Amaral fungierte Arnaldo dos Reis Araújo vom 17. Dezember 1975 bis zum 17. Juli 1976 als Präsident der von den indonesischen Besatzern eingesetzten provisorischen Regierung.

## Nicolau dos Reis Lobato 1977–1978

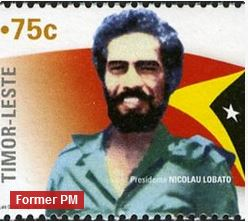
Briefmarke mit Nicolau Lobato

Im September 1977 wurde der bisherige Premierminister Nicolau dos Reis Lobato nominell Präsident Osttimors. Er wurde bei der Operation „Einkreisung“ durch eine Kugel am Bein verletzt und kurz darauf von den Indonesiern am 31. Dezember 1978 gestellt. Mit den Worten „meine letzte Kugel ist mein Sieg“ erschoss sich Lobato selbst, bevor er gefangen genommen werden konnte. Andere Quellen berichten, Lobato sei von den indonesischen Streitkräften getötet worden.

## Xanana Gusmão 2002–2007

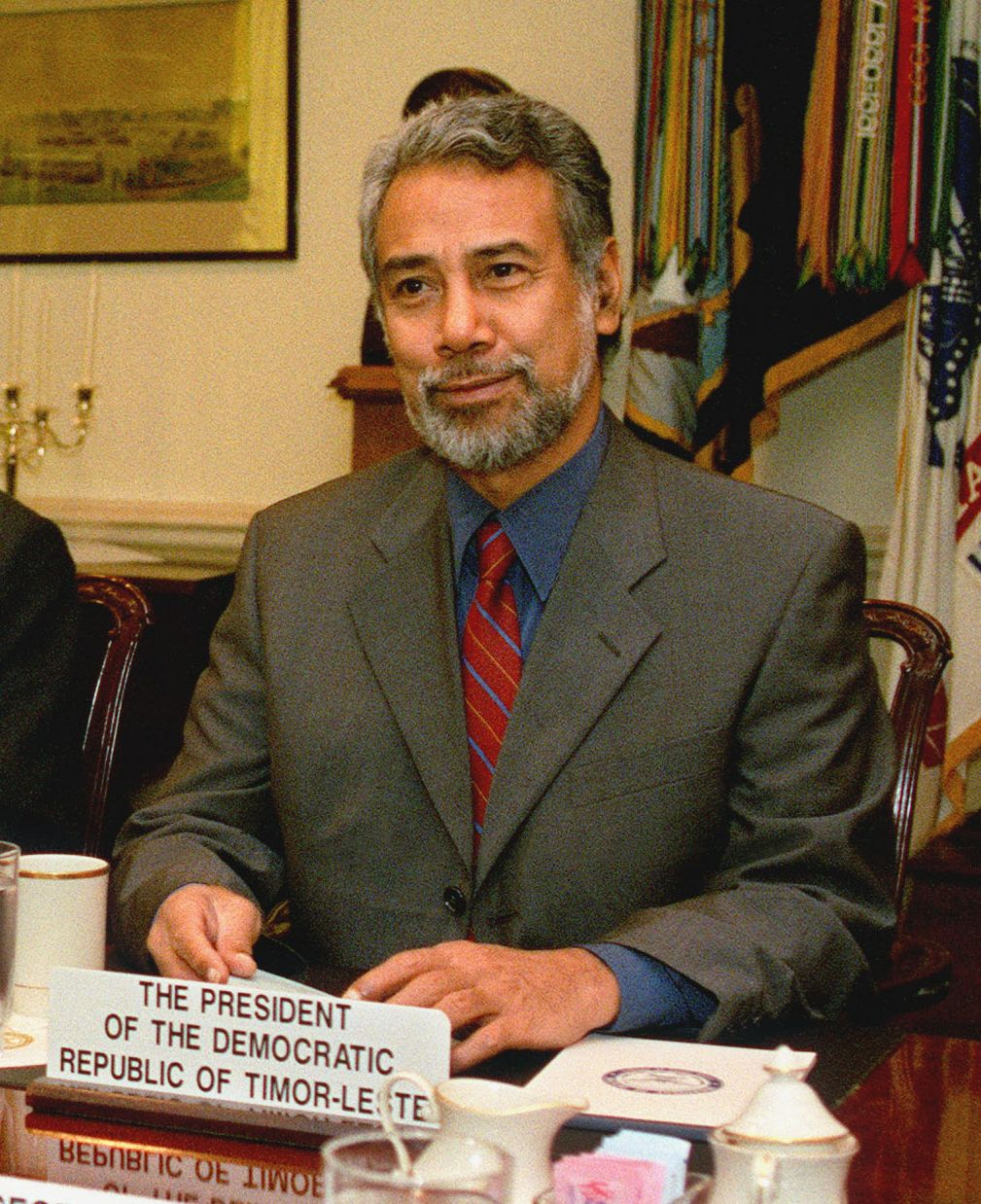
Xanana Gusmão

Bei der ersten Präsidentenwahl nach dem Abzug Indonesiens am 14. April 2002 setzte sich Xanana Gusmão gegen Francisco Xavier do Amaral, der für die Associação Social-Democrata de Timor (ASDT) antrat, mit 82,7 % der Stimmen durch. Gusmão, der frühere Chef von FRETILIN und des Conselho Nacional de Resistência Timorense CNRT, wird als Volksheld verehrt. Nachdem die Eigenstaatlichkeit Osttimors als großes Ziel erreicht war, wollte sich Gusmão eigentlich aus der aktiven Politik zurückziehen, stellte sich dann aber doch den vielen Bitten, weiter eine verantwortungsvolle Position einzunehmen.
Ziviler Stabschef (Chefe de Casa Civil) des Präsidenten war Ágio Pereira.
| Präsidentenwahl in Osttimor am 14. April 2002 | Präsidentenwahl in Osttimor am 14. April 2002 | Präsidentenwahl in Osttimor am 14. April 2002 |
| Kandidat (Partei)                             | Stimmen                                       | in %                                          |
| --------------------------------------------- | --------------------------------------------- | --------------------------------------------- |
| Xanana Gusmão (parteilos)                     | 301.634                                       | 82,69                                         |
| Francisco Xavier do Amaral (ASDT)             | 063.146                                       | 17,31                                         |
| Gesamt (Beteiligung: 86 %)                    | 364.780                                       | 100                                           |

## José Ramos-Horta 2007–2012

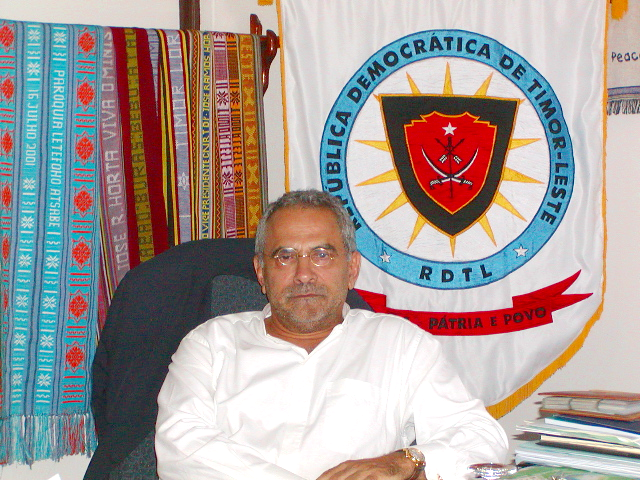
José Ramos Horta

Xanana Gusmão wollte sich bei der Präsidentschaftswahl am 9. April 2007 nicht mehr zur Wahl stellen, sondern trat bei den Parlamentswahlen am 30. Juni 2007 als Kandidat für das Amt des Premierministers an. Für seine Nachfolge stellten sich am 9. April 2007 acht Kandidaten zur Wahl.
| Erste Runde der Präsidentenwahl in Osttimor am 9. April 2007 | Erste Runde der Präsidentenwahl in Osttimor am 9. April 2007 | Erste Runde der Präsidentenwahl in Osttimor am 9. April 2007 |
| Kandidat (Partei)                                            | Stimmen                                                      | in %                                                         |
| ------------------------------------------------------------ | ------------------------------------------------------------ | ------------------------------------------------------------ |
| Francisco Lu-Olo Guterres (FRETILIN)                         | 112.666                                                      | 27,89                                                        |
| José Ramos-Horta (parteilos)                                 | 088.102                                                      | 21,81                                                        |
| Fernando La Sama de Araújo (PD)                              | 077.459                                                      | 19,18                                                        |
| Francisco Xavier do Amaral (ASDT)                            | 058.125                                                      | 14,39                                                        |
| Lúcia Lobato (PSD)                                           | 035.789                                                      | 08,86                                                        |
| Manuel Tilman (KOTA)                                         | 016.534                                                      | 04,09                                                        |
| Avelino Coelho da Silva (PST)                                | 008.338                                                      | 02,06                                                        |
| João Carrascalão (UDT)                                       | 006.928                                                      | 01,72                                                        |
| gültige Stimmen                                              | 403.941                                                      | 94,56                                                        |
| Gesamt (Beteiligung: 81,79 %)                                | 427.7120                                                     | 100                                                          |

Beleg:
Da keiner der Kandidaten auf Anhieb mehr als 50 % der Stimmen auf sich vereinigen konnte, kam es am 9. Mai zu einer Stichwahl zwischen den beiden Kandidaten mit der höchsten Stimmenzahl, Francisco Lu-Olo Guterres und José Ramos-Horta, die Ramos-Horta mit 69 % für sich entschied. Er wurde von Guterres, in dessen Funktion als Parlamentspräsident, am 20. Mai 2007 als neuer Staatspräsidenten vereidigt.
| Präsidentenwahl in Osttimor am 9. Mai 2007 | Präsidentenwahl in Osttimor am 9. Mai 2007 | Präsidentenwahl in Osttimor am 9. Mai 2007 |
| Kandidat (Partei)                          | Stimmen                                    | in %                                       |
| ------------------------------------------ | ------------------------------------------ | ------------------------------------------ |
| José Ramos-Horta (parteilos)               | 285.835                                    | 69,18                                      |
| Francisco Lu-Olo Guterres (FRETILIN)       | 127.342                                    | 30,82                                      |
| gültige Stimmen                            | 413.177                                    | 97,34                                      |
| Gesamt (Beteiligung: 81,00 %)              | 424.4750                                   | 100                                        |

Beleg:
Der parteilose José Ramos-Horta war unter dem ersten Premierminister Marí Alkatiri zunächst Außenminister. Als Alkatiri 2006 aufgrund der Unruhen in Osttimor zurücktreten musste, übernahm Ramos-Horta dessen Amt und das des Verteidigungsministers. Einen Tag vor seiner Vereidigung als Präsident trat er von diesen Ämtern zurück.
Bis zum 8. August 2007 blieb Ágio Pereira Stabschef des Präsidenten.
Bei einem Attentat wurde Ramos-Horta am 11. Februar 2008 schwer verletzt. Laut Verfassung übernimmt der Parlamentspräsident im Krankheitsfall die Amtsgeschäfte des Präsidenten. Da der Parlamentspräsident Fernando de Araújo sich zu dieser Zeit in Portugal befand, übernahm sein Vertreter Vicente da Silva Guterres die Aufgabe bis zur Rückkehr von de Araújo wenige Tage später. Am 16. April 2008 kehrte Ramos-Horta von der Behandlung seiner Verletzungen in Australien nach Osttimor zurück und übernahm wieder das Amt.
Ziviler Stabschef des Präsidenten war Gregório de Sousa und Chefe de Casa Militar ab 2011 Oberst João Miranda.

## Taur Matan Ruak 2012–2017

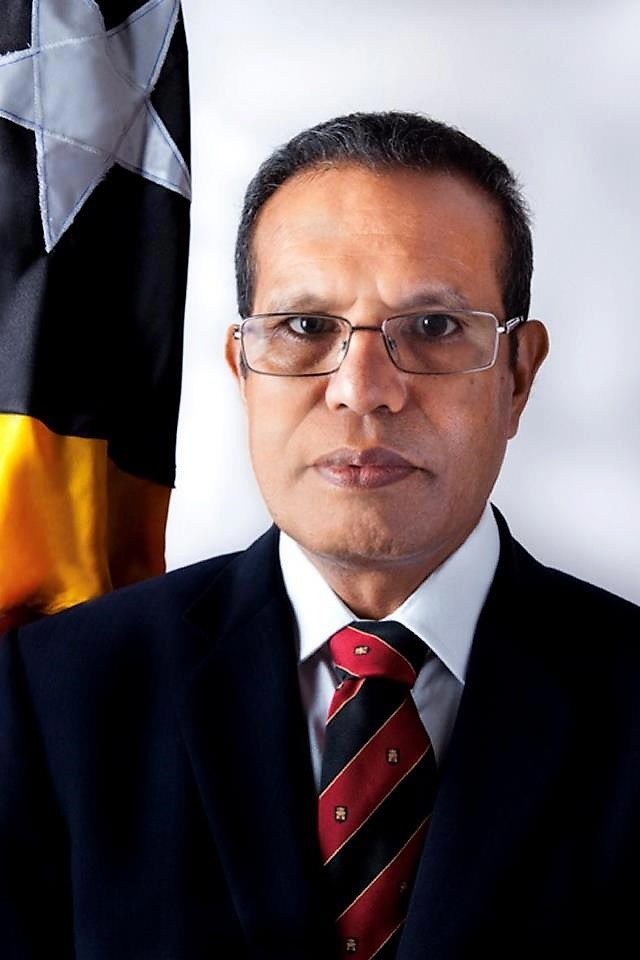
Taur Matan Ruak (2013)

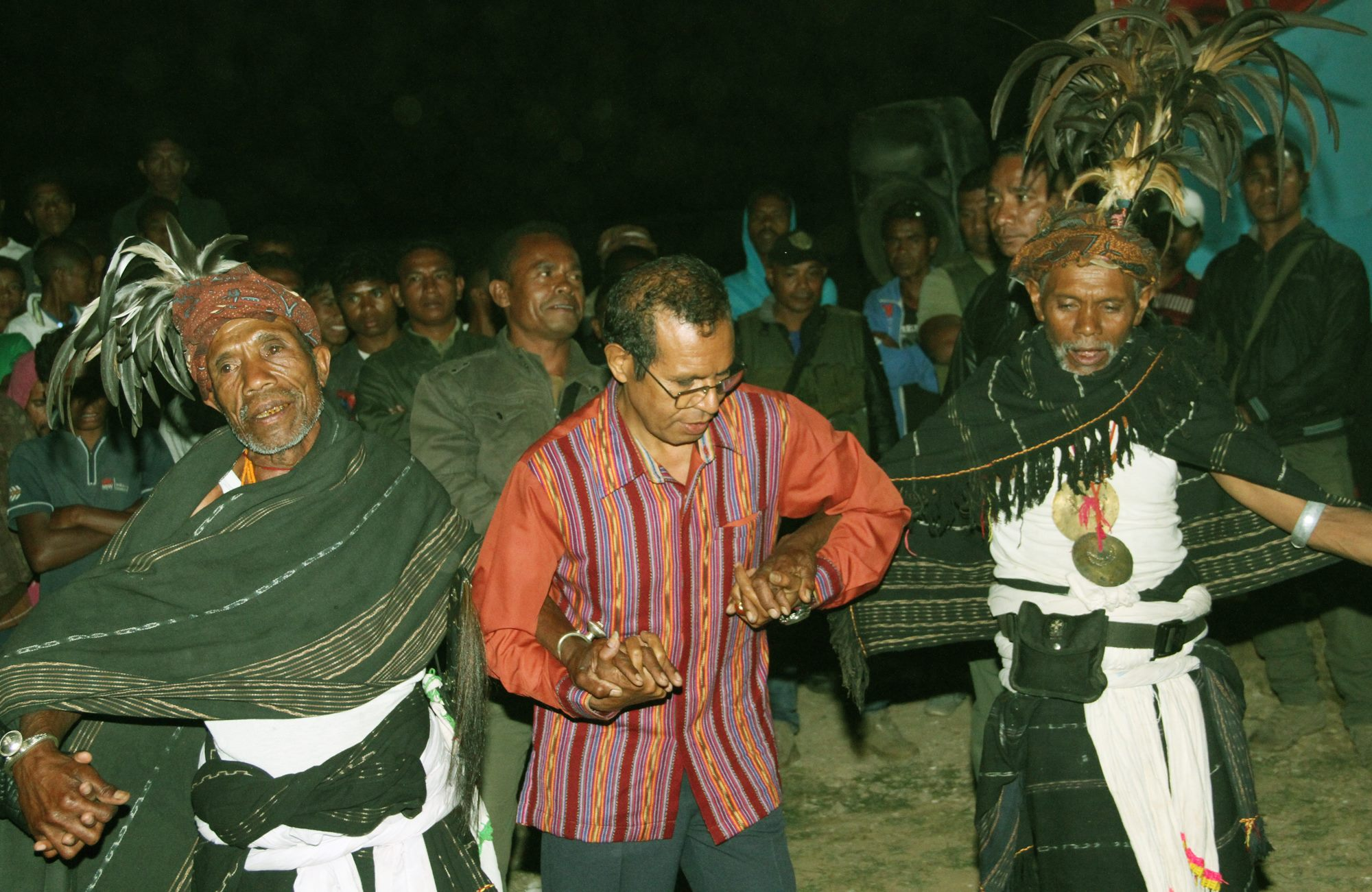
Taur Matan Ruak in Manelobas (2015)

José Ramos-Horta schied bei den Präsidentschaftswahlen am 17. März 2012 bereits in der ersten Runde aus.
| Präsidentenwahl in Osttimor am 17. März 2012 | Präsidentenwahl in Osttimor am 17. März 2012 | Präsidentenwahl in Osttimor am 17. März 2012 |
| Kandidat                                     | Stimmen                                      | in %                                         |
| -------------------------------------------- | -------------------------------------------- | -------------------------------------------- |
| Manuel Tilman                                | 007.226                                      | 01,56                                        |
| Taur Matan Ruak                              | 119.462                                      | 25,71                                        |
| Francisco Guterres Lú-Olo                    | 133.635                                      | 28,76                                        |
| Francisco Xavier do Amaral                   | vor dem Wahlgang verstorben                  | vor dem Wahlgang verstorben                  |
| Rogério Lobato                               | 016.219                                      | 03,49                                        |
| Maria do Céu                                 | 001.843                                      | 00,40                                        |
| Angelita Pires                               | 001.742                                      | 00,37                                        |
| José Ramos-Horta                             | 081.231                                      | 17,48                                        |
| Francisco Gomes                              | 003.531                                      | 00,76                                        |
| José Luís Guterres                           | 009.235                                      | 01,99                                        |
| Abílio Araújo                                | 006.294                                      | 01,35                                        |
| Lucas da Costa                               | 003.862                                      | 00,83                                        |
| Fernando La Sama de Araújo                   | 080.381                                      | 17,30                                        |
| Angela Freitas                               | zur Wahl nicht zugelassen                    | zur Wahl nicht zugelassen                    |
| gültige Stimmen                              | 464.6610                                     | 100                                          |
| ungültige Stimmen                            | 018.788                                      | 03,83                                        |
| leere Stimmzettel                            | 006.484                                      | 01,32                                        |
| Gesamt (Beteiligung: 78,20 %)                | 489.933                                      |                                              |

Ramos-Hortas Nachfolger wurde am 16. April zwischen Taur Matan Ruak und Francisco Guterres gewählt. Taur Matan Ruak gewann die Wahl deutlich.
| Präsidentenwahl in Osttimor am 16. April 2012 | Präsidentenwahl in Osttimor am 16. April 2012 | Präsidentenwahl in Osttimor am 16. April 2012 | Präsidentenwahl in Osttimor am 16. April 2012 | Präsidentenwahl in Osttimor am 16. April 2012 |
| Distrikt (vorläufiges Endergebnis)            | Taur Matan Ruak (parteilos)                   | Taur Matan Ruak (parteilos)                   | Francisco Guterres (FRETILIN)                 | Francisco Guterres (FRETILIN)                 |
| --------------------------------------------- | --------------------------------------------- | --------------------------------------------- | --------------------------------------------- | --------------------------------------------- |
| Aileu                                         | 13.851                                        | 70,76 %                                       | 05.725                                        | 29,24 %                                       |
| Ainaro                                        | 15.602                                        | 67,19 %                                       | 07.617                                        | 32,81 %                                       |
| Baucau                                        | 25.701                                        | 47,93 %                                       | 27.917                                        | 52,07 %                                       |
| Bobonaro                                      | 27.284                                        | 70,01 %                                       | 11.689                                        | 29,99 %                                       |
| Cova Lima                                     | 15.755                                        | 62,58 %                                       | 09.421                                        | 37,42 %                                       |
| Dili                                          | 56.377                                        | 65,79 %                                       | 29.316                                        | 34,21 %                                       |
| Ermera                                        | 31.042                                        | 67,06 %                                       | 15.246                                        | 32,94 %                                       |
| Lautém                                        | 13.555                                        | 50,40 %                                       | 13.340                                        | 49,60 %                                       |
| Liquiçá                                       | 17.426                                        | 64,19 %                                       | 09.723                                        | 35,81 %                                       |
| Manatuto                                      | 14.480                                        | 73,55 %                                       | 05.208                                        | 26,45 %                                       |
| Manufahi                                      | 11.423                                        | 54,18 %                                       | 09.660                                        | 45,82 %                                       |
| Oe-Cusse Ambeno                               | 21.252                                        | 75,92 %                                       | 06.740                                        | 24,08 %                                       |
| Viqueque                                      | 11.693                                        | 33,92 %                                       | 22.784                                        | 66,08 %                                       |
| Osttimor (offizielles Endergebnis)            | 275.471                                       | 61,23 %                                       | 174.408                                       | 38,77 %                                       |
| gültige Stimmen                               | 449.879 (98,08 %)                             | 449.879 (98,08 %)                             | 449.879 (98,08 %)                             | 449.879 (98,08 %)                             |
| ungültige Stimmen                             | 006.801 (1,48 %)                              | 006.801 (1,48 %)                              | 006.801 (1,48 %)                              | 006.801 (1,48 %)                              |
| leere Stimmzettel                             | 002.023 (0,44 %)                              | 002.023 (0,44 %)                              | 002.023 (0,44 %)                              | 002.023 (0,44 %)                              |
| Abgegebene Stimmen                            | 458.703 (Wahlbeteiligung 73,12 %)             | 458.703 (Wahlbeteiligung 73,12 %)             | 458.703 (Wahlbeteiligung 73,12 %)             | 458.703 (Wahlbeteiligung 73,12 %)             |

Ziviler Stabschef von Taur Matan Ruak war von 2012 bis 2015 Fidelis Leite Magalhães. Ihm folgte Rui Augusto Gomes. Chef des Militärstabes war José da Costa Soares.
Taur Matan Ruak sah sich, nachdem es ab 2015 mit der VI. konstitutionelle Regierung Osttimors faktisch eine All-Parteien-Koalition gab, in der Rolle der kontrollierenden Opposition. Gegen den Haushaltsplan von 2016 legte er sein Veto ein, dass das Parlament einstimmig zurückwies. Streit gab es auch um die Besetzung des Postens des militärischen Oberbefehlshabers, während dem Taur Matan Ruak führenden Regierungsmitgliedern Korruption vorwarf. Durchsetzen konnte sich der Präsident aber mit seinen Forderungen nicht.
Taur Matan Ruak gelang es, wie er versprochen hatte, als erster Präsident alle 442 Sucos des Landes in seiner Amtszeit zu besuchen, was ihm viel an Popularität einbrachte.

## Francisco Guterres 2017–2022
| Vorläufiges Endergebnis der Präsidentenwahl in Osttimor am 20. März 2017 | Vorläufiges Endergebnis der Präsidentenwahl in Osttimor am 20. März 2017 | Vorläufiges Endergebnis der Präsidentenwahl in Osttimor am 20. März 2017 |
| Kandidat                                                                 | Stimmen                                                                  | in %                                                                     |
| ------------------------------------------------------------------------ | ------------------------------------------------------------------------ | ------------------------------------------------------------------------ |
| Antonio Maher Lopes (PST)                                                | 009.098                                                                  | 01,76                                                                    |
| Francisco Lu-Olo Guterres (FRETILIN)                                     | 294.938                                                                  | 57,08                                                                    |
| Amorim Vieira (unabhängig)                                               | 004.279                                                                  | 00,83                                                                    |
| José Samala-Rua Neves (unabhängig)                                       | 011.662                                                                  | 02,26                                                                    |
| José Luís Lugu Guterres (unabhängig, FM-Vorsitzender)                    | 013.513                                                                  | 02,62                                                                    |
| Angela Freitas (PT)                                                      | 004.353                                                                  | 00,84                                                                    |
| Luís Mau-Hunu Alves Tilman (unabhängig)                                  | 011.124                                                                  | 02,15                                                                    |
| António Kalohan da Conceição (PD)                                        | 167.760                                                                  | 32,47                                                                    |
| gültige Stimmen                                                          | 516.727                                                                  | 97,71                                                                    |
| ungültige Stimmen                                                        | 009.176                                                                  | 01,74                                                                    |
| leere Stimmzettel                                                        | 002.910                                                                  | 00,55                                                                    |
| Gesamt (Wahlbeteiligung: 71,16 %)                                        | 528.813                                                                  |                                                                          |

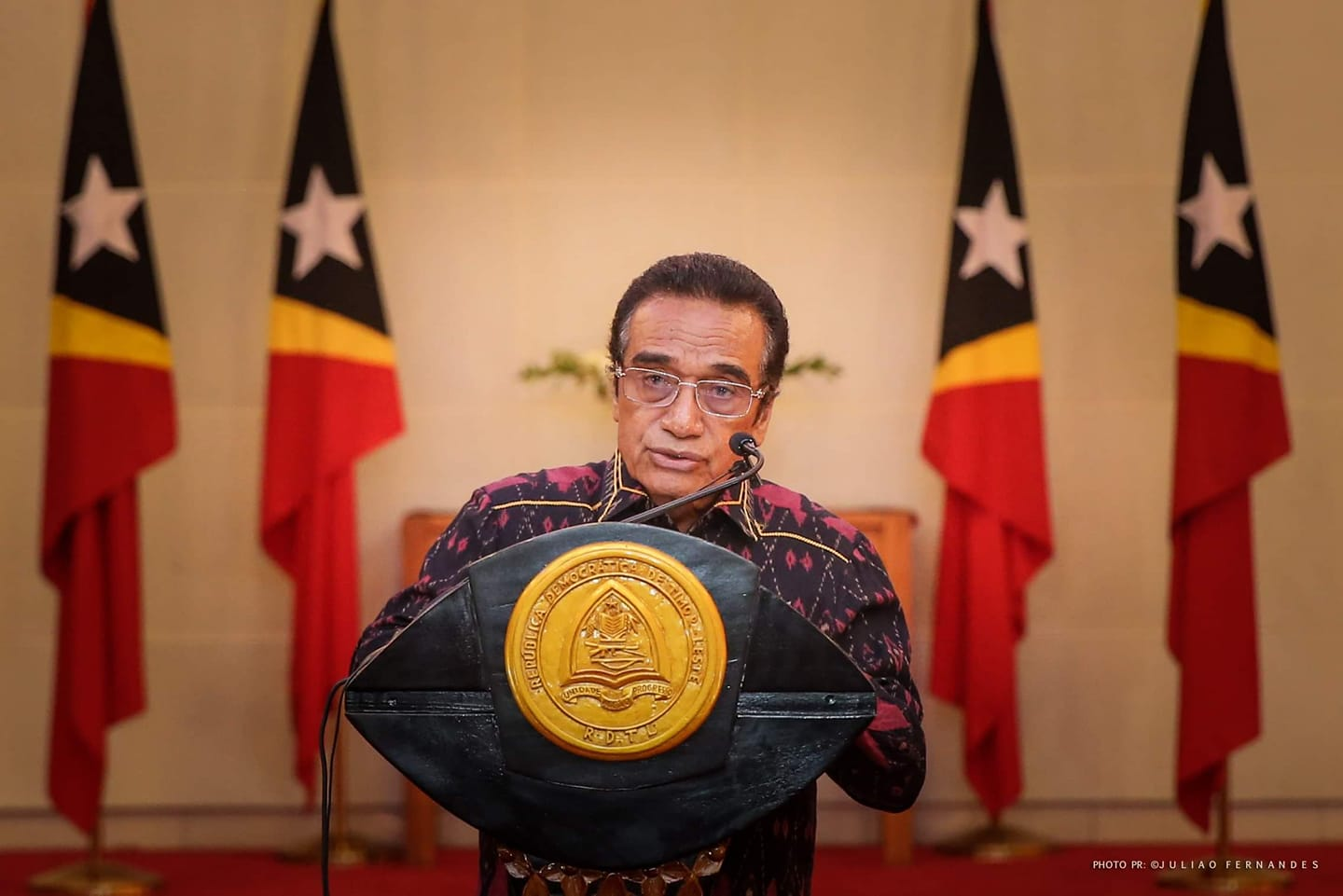
Francisco Lú-Olo Guterres (2020)

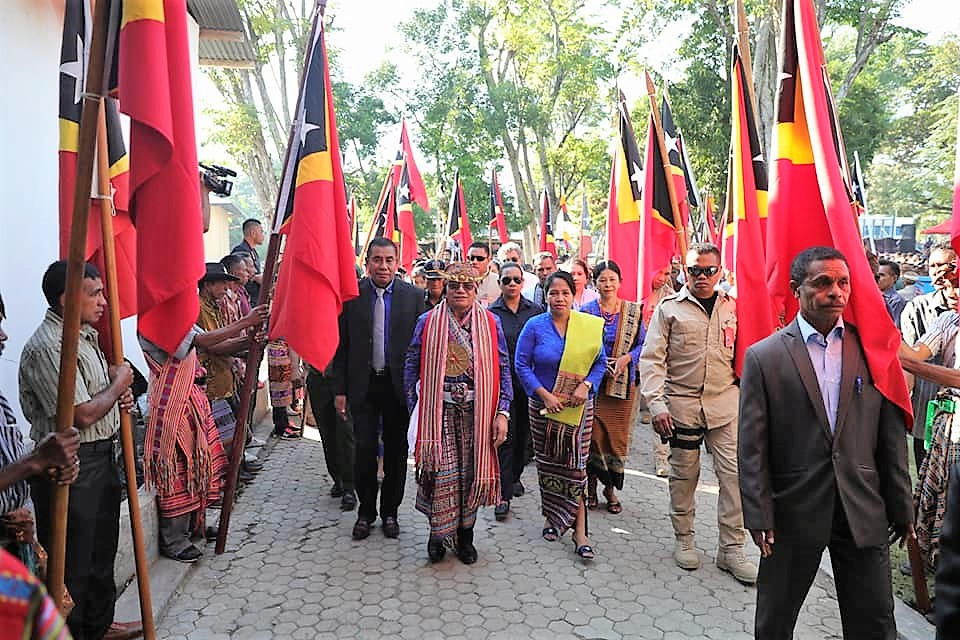
Guterres in Suai (2019)

Im dritten Anlauf gelang Francisco Lú-Olo Guterres von der FRETILIN der Wahlsieg bei den Präsidentschaftswahlen 2017 gleich in der ersten Runde. Amtsinhaber Taur Matan Ruak war nicht mehr angetreten, da er bei den Parlamentswahlen 2017 kandidieren wollte. Die Amtseinführung von Guterres fand am 20. Mai 2017 um Mitternacht statt.

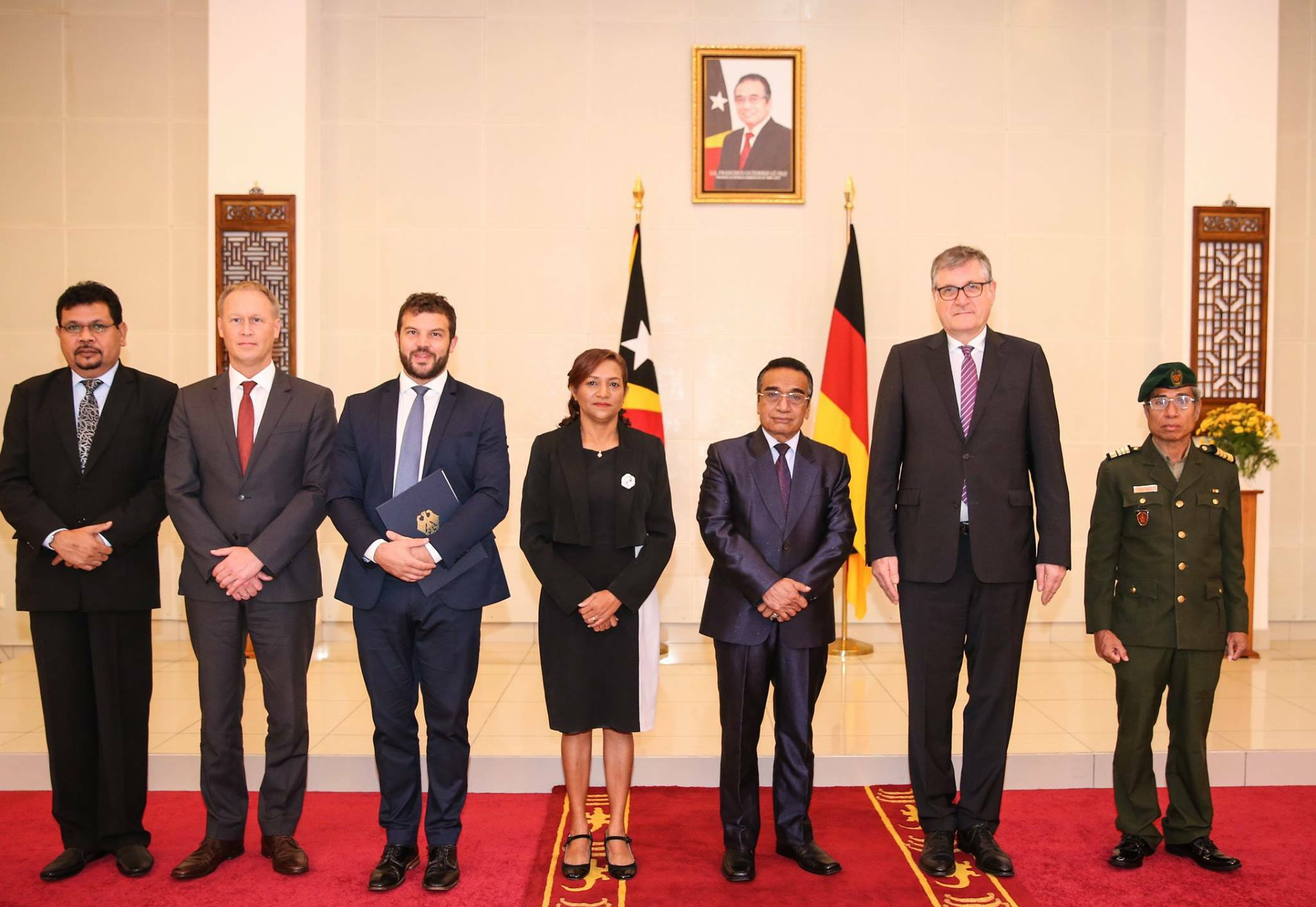
Gruppenbild bei der Akkreditierung des deutschen Botschafters Peter Schoof. Neben dem Botschafter in der Mitte Präsident Francisco Guterres, ganz links Francisco Maria de Vasconcelos, ganz rechts Oberst António Soares da Silva

Ziviler Stabschef des Präsidenten ist Francisco Maria de Vasconcelos, in Nachfolge von Interim-Chefin Ana Pessoa Pinto. Chefe de Casa Militar ist Oberst António Soares da Silva („Mau Kalo“).
Guterres hatte zunächst, mit der VII. konstitutionelle Regierung Osttimors, es mit einer von seiner FRETILIN geführten Minderheitsregierung zu tun. Obwohl sie sich weder mit ihrem Programm, noch mit dem Haushaltsplan im Parlament durchsetzen konnte, verweigerte Guterres dem Oppositionsbündnis, dass die Mehrheit der Sitze innehatte, den Auftrag zur Regierungsbildung. Stattdessen ordnete er Neuwahlen an. Das Übergehen der parlamentarischen Mehrheit durch Präsident Guterres wurde von Kommentatoren und Staatswissenschaftler als „Angriff auf die Demokratie“ bewertet. Ihm und Premierminister Alkatiri wurde „Dickköpigkeit“ und „Arroganz“ vorgeworfen.
Das bisherige Oppositionsbündnis gewann bei den Parlamentswahlen in Osttimor 2018 erneut die absolute Mehrheit im Parlament und stellte nun die neue Regierung. Allerdings verweigerte Präsident Guterres mehreren vorgeschlagenen Kandidaten die Ernennung zum Regierungsmitglied, aufgrund „ethischer Defizite.“ Im Gegenzug verweigerte die Parlamentsmehrheit Guterres nun die Erlaubnis Staatsbesuche und andere Dienstreisen ins Ausland zu unternehmen, bis der Streit gelöst ist. Stabschef Vasconcelos vertrat Guterres bei Auslandsterminen. Das Ausscheiden des CNRT aus der Regierungskoalition und Eintritt der FRETILIN beendete der Konflikt zwischen Präsident und Regierung.
Am letzten Tag seiner Amtszeit unterzeichnete Präsident Guterres noch 14 Regierungsdekrete, die im Eiltempo durch das Parlament gebracht worden waren und in einer Sonderausgabe des Jornal da República veröffentlicht wurden. Neben Maßnahmen zum Staatshaushalt gehört dazu ein umstrittener Gesetzesentwurf, der die Verantwortungen des Präsidenten regelt und Vergehen dagegen als Straftaten definiert. Das Gesetz bezieht sich auf Artikel 79 Strafbarkeit und verfassungsmäßige Verpflichtungen der Verfassung und regelt den Fall von „eindeutigen und schwerwiegenden Verletzung der verfassungsmäßigen Pflichten“ des Staatsoberhauptes. So sind für den Präsidenten Freiheitsstrafen zwischen zwei und acht Jahren bei „Nötigung von Verfassungsorganen“ vorgesehen, womit die Regierung auf die Forderung des CNRT aus dem Wahlkampf reagiert, dass sein Nachfolger Ramos-Horta die jetzige Regierung entlassen und sofortige Neuwahlen ausrufen solle.

## José Ramos-Horta seit 20. Mai 2022
| Endergebnis der ersten Runde in Osttimor am 19. März 2022 | Endergebnis der ersten Runde in Osttimor am 19. März 2022 | Endergebnis der ersten Runde in Osttimor am 19. März 2022 |
| Kandidat                                                  | Stimmen                                                   | in %                                                      |
| --------------------------------------------------------- | --------------------------------------------------------- | --------------------------------------------------------- |
| Isabel da Costa Ferreira                                  | 004.219                                                   | 00,6                                                      |
| Hermes da Rosa Correia Barros                             | 008.030                                                   | 01,2                                                      |
| Angela Freitas                                            | 000.711                                                   | 00,1                                                      |
| Rogério Lobato                                            | 002.058                                                   | 00,3                                                      |
| Anacleto Bento Ferreira (PDRT)                            | 013.205                                                   | 02,0                                                      |
| Francisco Lu-Olo Guterres (FRETILIN)                      | 144.282                                                   | 22,1                                                      |
| Milena Pires                                              | 005.430                                                   | 00,8                                                      |
| Lere Anan Timur                                           | 049.314                                                   | 07,6                                                      |
| Armanda Berta dos Santos (KHUNTO)                         | 056.690                                                   | 08,7                                                      |
| Antero Bendito da Silva                                   | 001.562                                                   | 00,2                                                      |
| Constâncio Pinto                                          | 002.520                                                   | 00,4                                                      |
| Virgílio da Silva Guterres                                | 001.720                                                   | 00,3                                                      |
| Martinho Gusmão (PUDD)                                    | 008.598                                                   | 01,3                                                      |
| José Ramos-Horta (CNRT)                                   | 303.477                                                   | 46,6                                                      |
| Felizberto Araújo Duarte                                  | 002.709                                                   | 00,4                                                      |
| Mariano Sabino Lopes (PD)                                 | 047.334                                                   | 07,3                                                      |
| gültige Stimmen                                           | 651.859                                                   | 98,16                                                     |
| ungültige Stimmen                                         | 008.386                                                   | 01,26                                                     |
| leere Stimmzettel                                         | 003.743                                                   | 00,56                                                     |
| zurückgewiesene Stimmzettel                               | 000.065                                                   | 00,01                                                     |
| Gesamt (Wahlbeteiligung: 77,26 %)                         | 664.106                                                   | 100,00                                                    |

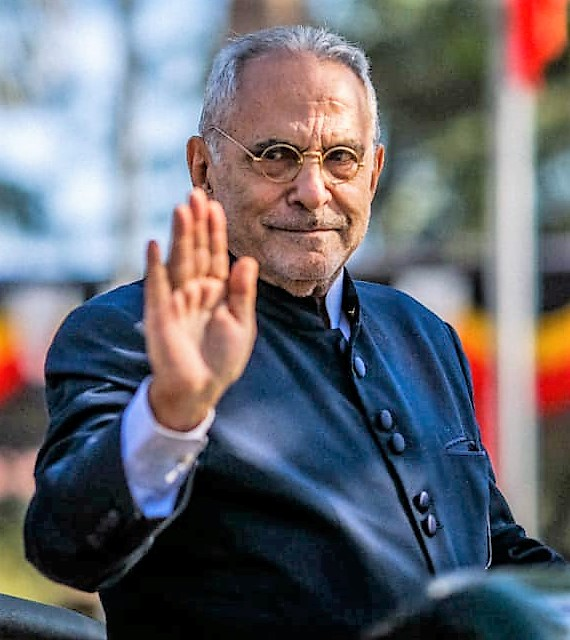
José Ramos-Horta (2022)

Bei den Präsidentschaftswahlen 2022 verlor Francisco Guterres in der Stichwahl gegen José Ramos-Horta, der am 20. Mai 2022 wieder zum Präsident vereidigt wurde. Entgegen der Erwartungen von Xanana Gusmão, dessen CNRT Ramos-Horta als Kandidat nominiert hatte, löste dieser nicht das Parlament vorzeitig für Neuwahlen auf. Er setzte auf eine Aussöhnung der beiden großen Parteien des Landes.

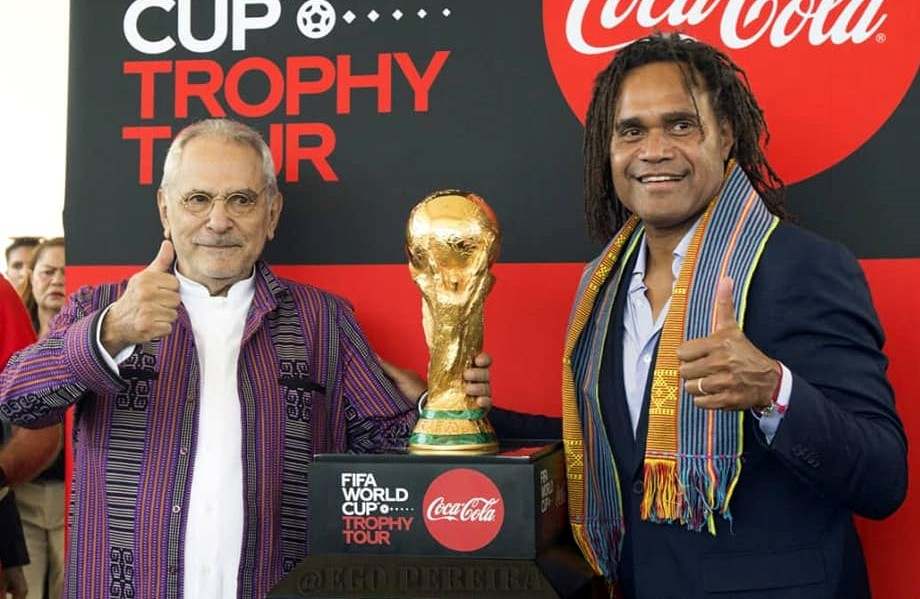
Ramos-Horta und Christian Karembeu bei der Tour des FIFA-WM-Pokals in Osttimor (2022)

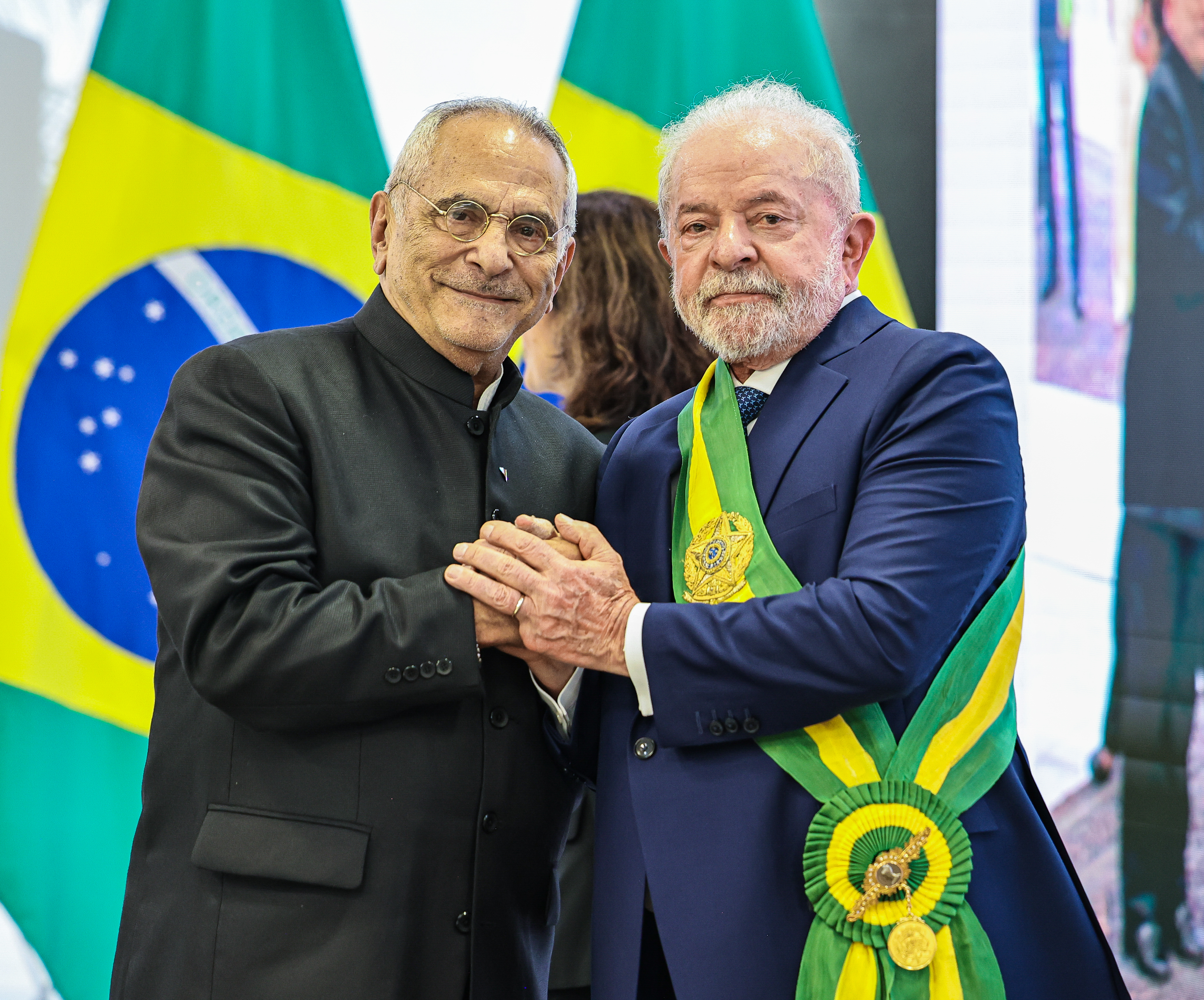
Ramos-Horta zu Besuch in Brasilien bei Luiz Inácio Lula da Silva (2023)

Chefe de Casa Militar wurde zunächst Oberst Renilde Corte-Real da Silva, aber von Ramos-Horta bereits am 16. September 2022 entlassen. Ramos-Horta hatte genehmigt, dass seine Berater mit ihren Privatfahrzeuge auf dem Gelände des Präsidentenpalastes parken können. Oberst Silva untersagte aber das Parken und verhinderte, dass die Berater auf das Gelände fahren. Ramos-Horta betonte, dass er der Oberbefehlshaber der Streitkräfte sei und man nicht seine Anordnungen ignorieren dürfe. Neuer militärischer Stabschef wurde Francisco da Silva. Ziviler Stabschef war Bendito Freitas, bevor er am 1. Juli 2023 zum Außenminister Osttimors vereidigt wurde. Ihm folgte Jesuína Maria Ferreira Gomes.
Am 20. August 2022 verlieh Ramos-Horta Abdullah Mahmud Hendropriyono die osttimoresischen Verdienstmedaille, womit Ramos-Horta heftige Kritik auslöste. Hendropriyono, ehemaliger General und Chef des indonesischen Geheimdienstes BNI wird in mehreren Fällen von schweren Fällen von Menschenrechtsverletzungen in Indonesien und Osttimor die Verantwortung zugeschrieben. Hendropriyono gilt als einer der einflussreichsten Militärs in Indonesien und Ramos-Horta als pragmatischer Politiker.
Das Veto von Ramos-Horta gegen die Änderungen des Wahlgesetzes 2023, kurz vor den Parlamentswahlen 2023, wurde vom Parlament wieder aufgehoben.
Zu den Feierlichkeiten zum Proklamationstag 2024 lud Ramos-Horta den neugewählten indonesischen Präsidenten Prabowo Subianto und den ehemaligen Milizenführer Eurico Guterres ein. Prabowo gilt als einer der Hintermänner hinter der Gewalt im Umfeld des Unabhängigkeitsreferendums 1999. Guterres war direkt an der Gewalt beteiligt. Von seiner zehnjährigen Haftstrafe in Indonesien verbüßtete er nur zwei Jahre. Ramos-Horta begründete seine Einladung, er strebe eine Versöhnung an. Während beim amtierenden indonesischen Präsidenten Kritiker eine Notwendigkeit zur Zusammenarbeit zugestanden, brach vor allem über die Einladung von Guterres viel Unmut auch in den sozialen Netzwerken aus.
| Zweite Runde am 19. April 2022                               | Zweite Runde am 19. April 2022    | Zweite Runde am 19. April 2022    | Zweite Runde am 19. April 2022    | Zweite Runde am 19. April 2022    |
| Gemeinde und Wahllokale im Ausland (vorläufiges Endergebnis) | José Ramos-Horta (CNRT)           | José Ramos-Horta (CNRT)           | Francisco Guterres (FRETILIN)     | Francisco Guterres (FRETILIN)     |
| ------------------------------------------------------------ | --------------------------------- | --------------------------------- | --------------------------------- | --------------------------------- |
| Aileu                                                        | 20.214                            |                                   | 07.576                            |                                   |
| Ainaro                                                       | 25.148                            |                                   | 08.816                            |                                   |
| Baucau                                                       | 23.244                            |                                   | 46.041                            |                                   |
| Bobonaro                                                     | 35.680                            |                                   | 16.420                            |                                   |
| Cova Lima                                                    | 25.492                            |                                   | 11.515                            |                                   |
| Dili                                                         | 98.923                            |                                   | 44.192                            |                                   |
| Ermera                                                       | 46.469                            |                                   | 16.348                            |                                   |
| Lautém                                                       | 17.106                            |                                   | 17.035                            |                                   |
| Liquiçá                                                      | 27.040                            |                                   | 11.733                            |                                   |
| Manatuto                                                     | 20.779                            |                                   | 07.425                            |                                   |
| Manufahi                                                     | 19.496                            |                                   | 11.175                            |                                   |
| Oe-Cusse Ambeno                                              | 23.887                            |                                   | 14.503                            |                                   |
| Viqueque                                                     | 13.607                            |                                   | 29.194                            |                                   |
| Darwin/Melbourne/Sydney                                      | 00.185                            |                                   | 00.130                            |                                   |
| Seoul                                                        | 00.033                            |                                   | 00.024                            |                                   |
| Oxford                                                       | 00.326                            |                                   | 00.351                            |                                   |
| Dungannon                                                    | 00.258                            |                                   | 00.365                            |                                   |
| Lissabon/Porto                                               | 00.141                            |                                   | 00.096                            |                                   |
| Osttimor (vorläufiges Endergebnis)                           | 398.028                           | 62,1 %                            | 242.939                           | 37,9 %                            |
| gültige Stimmen                                              | 640.967 (99,16 %)                 | 640.967 (99,16 %)                 | 640.967 (99,16 %)                 | 640.967 (99,16 %)                 |
| ungültige Stimmen                                            | 003.734 (00,58 %)                 | 003.734 (00,58 %)                 | 003.734 (00,58 %)                 | 003.734 (00,58 %)                 |
| leere Stimmzettel                                            | 001.643 (00,22 %)                 | 001.643 (00,22 %)                 | 001.643 (00,22 %)                 | 001.643 (00,22 %)                 |
| zurückgewiesene Stimmzettel                                  | 000.045 (00,01 %)                 | 000.045 (00,01 %)                 | 000.045 (00,01 %)                 | 000.045 (00,01 %)                 |
| Abgegebene Stimmen                                           | 646.389 (Wahlbeteiligung 75.17 %) | 646.389 (Wahlbeteiligung 75.17 %) | 646.389 (Wahlbeteiligung 75.17 %) | 646.389 (Wahlbeteiligung 75.17 %) |